# 泉が森

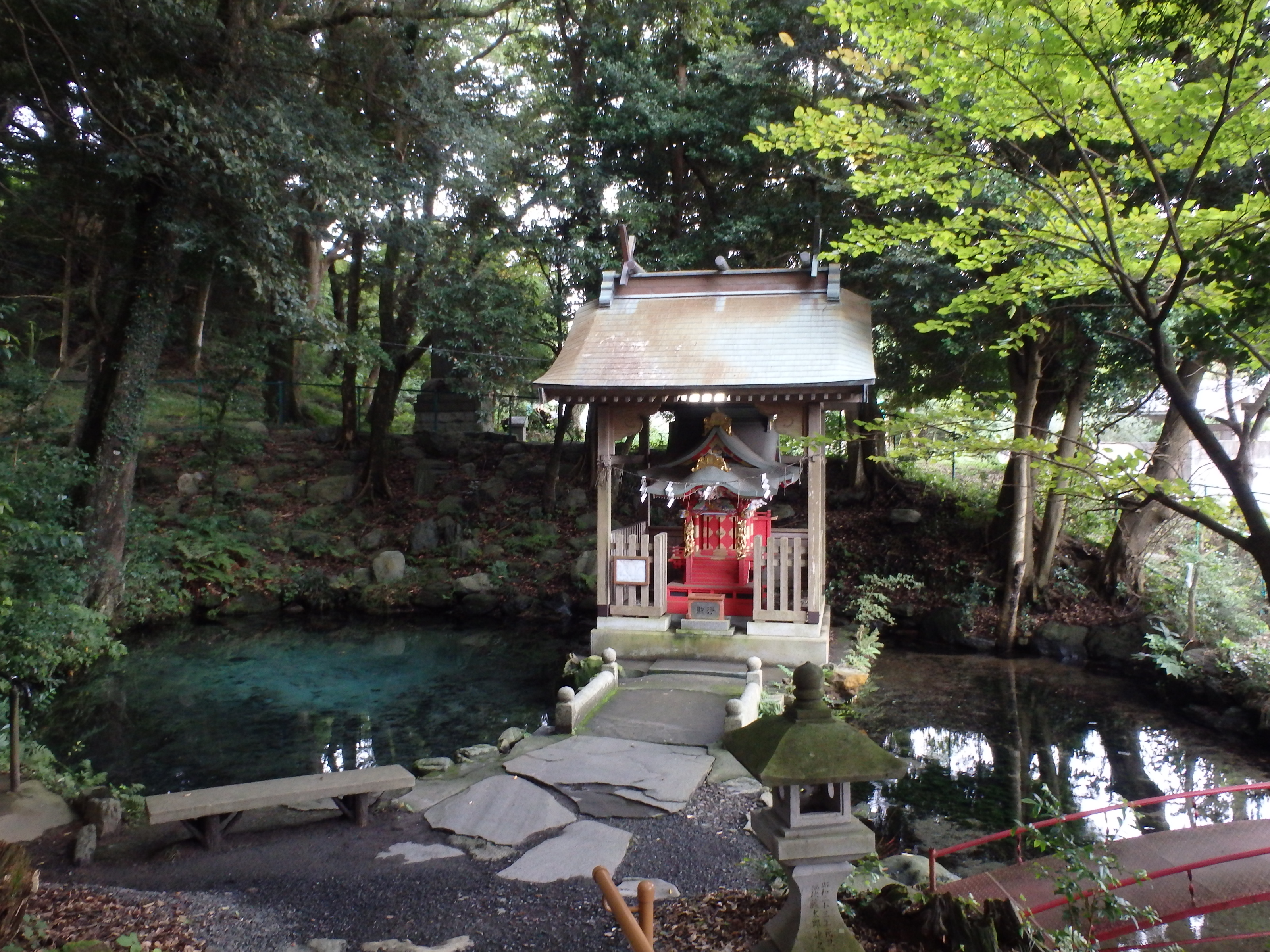
泉が森の湧水

泉が森（いずみがもり、泉ケ森）は茨城県日立市にある清い泉と泉神社の神域をふくむ総称。1969年（昭和44年）12月に茨城県指定史跡に指定。泉の湧水は2008年（平成20年）6月に環境省が選定した平成の名水百選に選ばれている。

## 概要
泉ヶ森は、江戸時代には、常北十景のひとつに加えられており、現在も茨城百景として名勝地にもなっている。泉の水はきれいなので、イトヨ・ハリヨが生息している。近くにイトヨの里泉が森公園がある。

## 歴史
常陸国風土記には「密筑（みつき）の大井」（久慈郡の条）として人びとの憩いの場であったことが記されており、また、歌の場所としても有名。